# Хитровские Прудки
Хитровские Прудки — деревня Данковского района Липецкой области в составе Октябрьского сельсовета.

## География
В деревне имеются несколько улиц без названия, через неё проходят просёлочные дороги.
Здесь берёт начало небольшая речка, впадающая севернее деревни в реку Рыхотка.

## Население
| 2010 |
| ---- |
| 17   |

Население деревни в 2009 году составляло 18 человек (14 дворов), в 2012 году — 16 человек (11 дворов), в 2015 году — 15 человек.